# Tiểu Vương quốc Transjordan
Tiểu Vương quốc Transjordan (tiếng Ả rập: إمارة رق الردن Imārat Sharq al-Urdun) là một xứ bảo hộ thuộc Anh được thành lập vào ngày 11 tháng 4, 1921 và tồn tại đến khi được chính thức độc lập vào năm 1946.
Vương triều Hashemite cai trị xứ bảo hộ này, cũng như lãnh thổ ủy trị Iraq láng giềng. Vào ngày 25 tháng 5, 1946, tiểu vương quốc này trở thành "Vương quốc Hashemite Transjordan", giành được độc lập hoàn toàn vào ngày 17 tháng 6, 1946 sau khi các quyết định phê chuẩn Hiệp ước London được trao đổi tại Amman. Năm 1949, Transjordan được hiến pháp đổi tên thành "Vương quốc Hashemite Jordan", thường được gọi là Jordan.